# Kristian Brenden
Kristian Brenden, född 12 juni 1976 i Lillehammer i Oppland fylke, är en norsk tidigare backhoppare. Han representerade Tormod Skilag i Vinstra.

## Karriär
Kristian Brenden debuterade internationellt i världscupen i Pine Mountain Jump i Iron Mountain i USA 18 februari 1996. Han blev nummer 24 i en tävling som vanns av Masahiko Harada från Japan. Brenden var på prispallen i en deltävling i världscupen första gången på hemmaplan i stora Lysgårdsbakken i Lillehammer. Han blev nummer två, bara slagen av Dieter Thoma från Tyskland. Dagen efter vann Brenden världscuptävlingen i samma backen. Han vann före landsmannen Espen Bredesen och Dieter Thoma. Han vann även världscuptävlingen i Zakopane i Polen 17 januari 1998. Brenden vann före Janne Ahonen från Finland och Sven Hannawald från Tyskland. Brenden var som bäst i världscupen säsongen 1996/1997 då han blev nummer 7 sammanlagt. Samma säsong blev Brenden nummer 11 totalt i tysk-österrikiska backhopparveckan.
I VM i skidflygning 1998 i Heini Klopfer-backen i Oberstdorf i Tyskland blev Kristian Brenden nummer 7. Kazuyoshi Funaki från Japan vann tävlingen före tyskarna Sven Hannawald och Dieter Thoma.
Under olympiska spelen 1998, i Nagano i Japan, tävlade Brenden i samtliga grenar. Han blev nummer 8 i normalbacken i Hakuba, 19,0 poäng efter segraren Jani Soininen från Finland och 17,0 poäng från prispallen. I stora backen blev Brenden nummer 13 och i lagtävlingen blev han tillsammans med Henning Stensrud, Lasse Ottesen och Roar Ljøkelsøy nummer fyra i lagtävlingen, efter Japan, Tyskland och Österrike.
Brenden tävlade i Skid-VM 1999 i Ramsau am Dachstein i Österrike. Där blev han nummer 14 i normalbacken och nummer 17 i stora backen. Han var med i det norska laget som blev nummer 6 i lagtävlingen.
Kristian Brenden skadade sig svårt i en olycka under skärmflygning 1999. Han kom tillbaks till backhoppningen, men aldrig på samma nivå som förut. Brenden avslutade backhoppskarriären efter tävlingssäsongen 2000/2001, 25 år gammal.